# Ningi
Ningi est une ville et une zone de gouvernement local de l'État de Bauchi au Nigeria.

## Émirat
L'émirat de Ningi est fondé vers 1847. L'actuel émir de Ningi est Yunusa Mohammadu Danyaya depuis 1978, ce qui est le plus long règne de Ningi à ce jour.

### Liste des émirs de Ningi
- Hamza – 1847–1849
- Ahmadou – 1850–1855
- Abubakar Danmajé – 1855–1870
- Haruna Karami – 1870–1886
- Abubakar Gajigi - 1886–1890
- Ousman Danyaya – 1890
- Mamuda Lolo (1ère fois) – 1902–1905
- Moussa Dangwido - 1905-1906
- Mamuda Lolo (2ème fois) - 1906–1908
- Abdu mai Fatima - 1908-1915
- Zakari Dankaka – 1915–1922
- Adamu Danaya - 1922–1955
- Haruna II - 1955–1957
- Abdullahi Adamu Danyaya - 1957-1961
- Ibrahim Gurama - 1963-1977
- Yunusa Mohammadu Danyaya - Depuis 1978

## Source
- (en) Cet article est partiellement ou en totalité issu de l’article de Wikipédia en anglais intitulé « Ningi, Nigeria » (voir la liste des auteurs).